# Rulikowski temető
A Rulikowski temető (románul: Cimitirul municipal Rulikowski) temető Nagyváradon.

## Történelem
A temetőt hivatalosan 1870-ben nyitották meg, amikor az addig jeltelen sírban nyugvó Rulikowski Kázmér 1848-as lengyel mártírt itt helyezték örök nyugalomra. Síremléke a főbejárat mellett található.
A temetőben vannak 1700-as sírok is, mivel a Zöldkerti temető nevén ismert akkori városi temető bezárásakor sokan áthelyezték ide az ősi sírokat. A főúttól balra eső részt 1899-től használják. Ugyancsak 1899-től használják a temető jobb oldali részén, a keresztények parcelláin túl a neológ zsidó temetőt.
A Rulikowski temetőben több kápolna is van.
- A Steinberger római katolikus temetőkápolnát 1908-ban építette Sztarill Ferenc az 1905-ben elhunyt Steinberger Ferenc apátkanonok megrendelésére. A kápolnát ma már felekezettől függetlenül használhatják.
- A Haşaş kápolnát Alexandru Haşaş 1938-ban építtette elhunyt nejének. Ma az ortodox hívek temetőkápolnaként használják. Tervezője Molnár György építészmérnök, kivitelezője pedig Pintér István építészmérnök.
- A Frenţiu kápolnát szintén 1938-ban építtette Valeriu Traian Frențiu görögkatolikus püspök családi sírboltnak, amelyet 1989 után a görögkatolikusok temetőkápolnaként használnak. Tervezője Sallerbeck Antal, építője Papp János volt.[1]
- A városi ravatalozó 1936-ban épült eredetileg krematóriumnak, de ma kápolnaként használják.

A nagyváradi önkormányzat 2009-es döntése alapján az akkor már jelentősen elhanyagolt olaszi és szőlősi temetőket felszámolták. Az exhumált 255 személy maradványaiból 53 esetében jelentkeztek a hozzátartozók, ők saját sírhelyet kaptak a Rulikowski temetőben; a fennmaradó 202-t 2014-ben ugyanott közös sírba temették, mely fölé emlékművet emeltek, rajta a nevekkel.

## Híres halottai
- Bölöni Sándor újságíró, műfordító, irodalomszervező
- Emőd Tamás költő
- Fábián Imre író, költő
- F. Diósszilágyi Ibolya tanár, író
- Horváth Imre költő
- Implon Irén újságíró, szerkesztő
- Indig Ottó irodalomtörténész
- Jakobovits Miklós festőművész
- Mottl Román festőművész
- Ötvös Béla író, hírlapíró, szerkesztő
- Rulikowski Kázmér 1848-as mártír
- Sulyok István református püspök
- Tabéry Géza író
- Iosif Vulcan író, szerkesztő (az Olaszi temető felszámolásakor temették újra ide)[4]

## Képgaléria

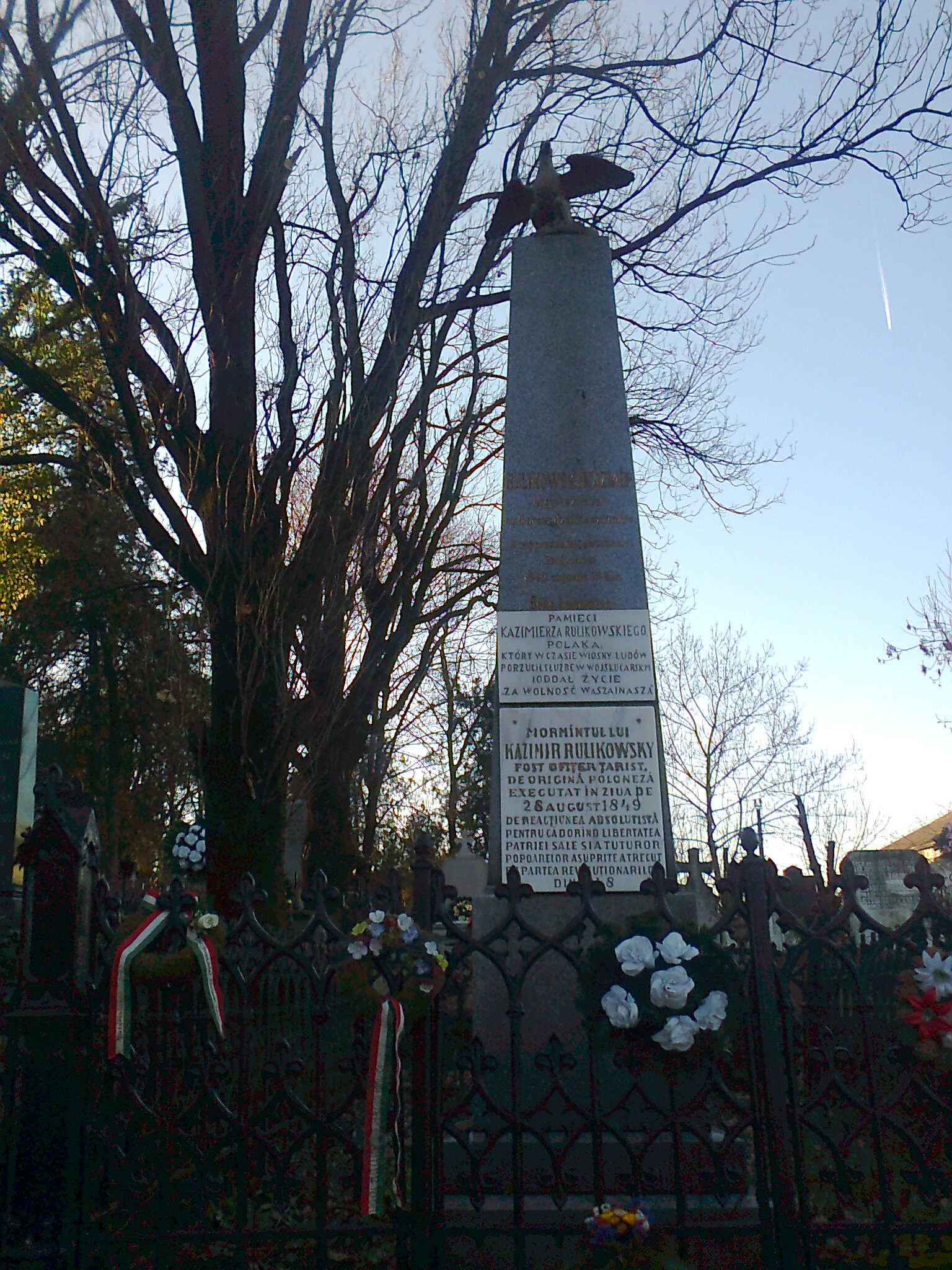
Rulikowski Kázmér síremléke
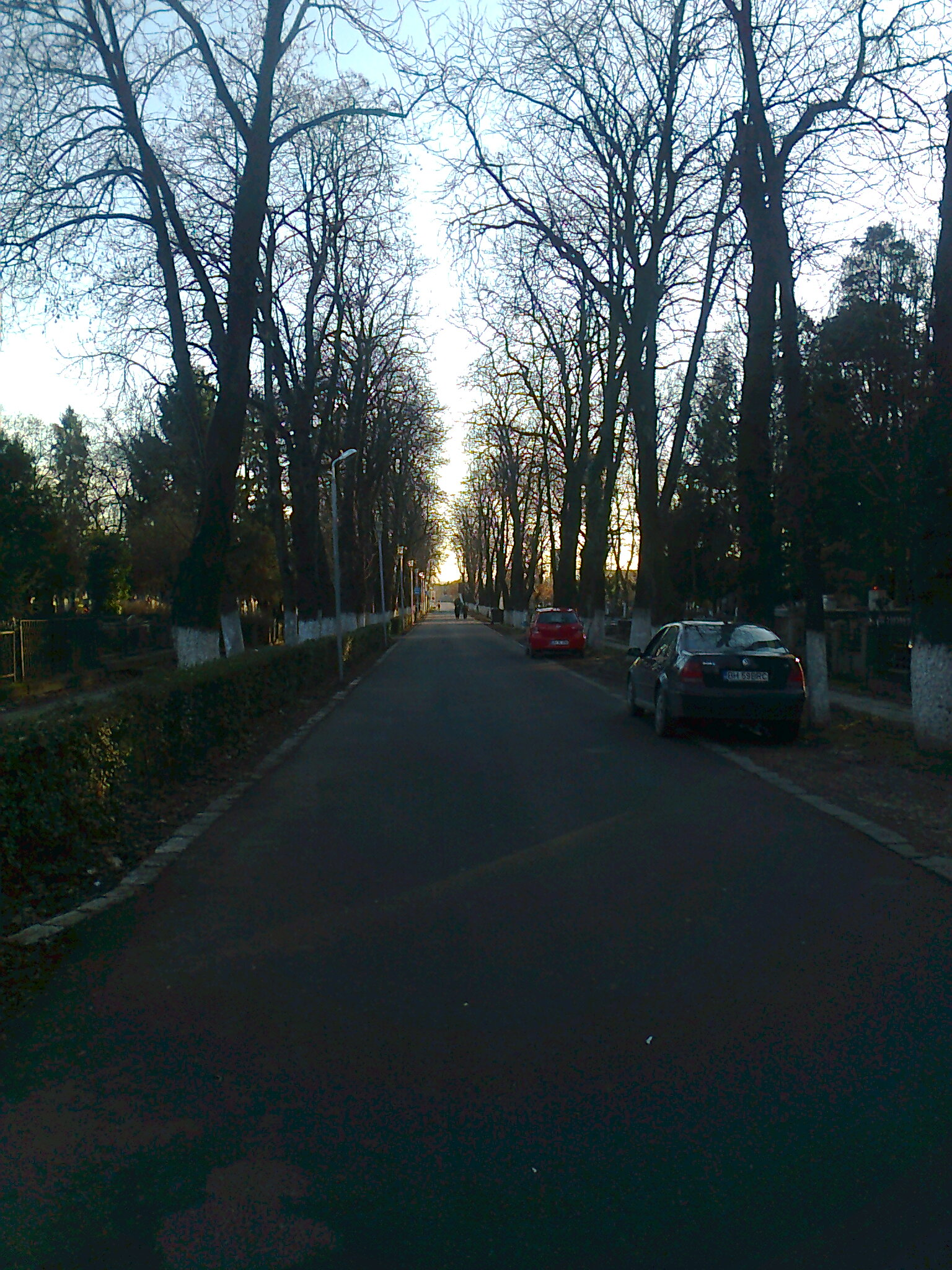
Temetői látkép
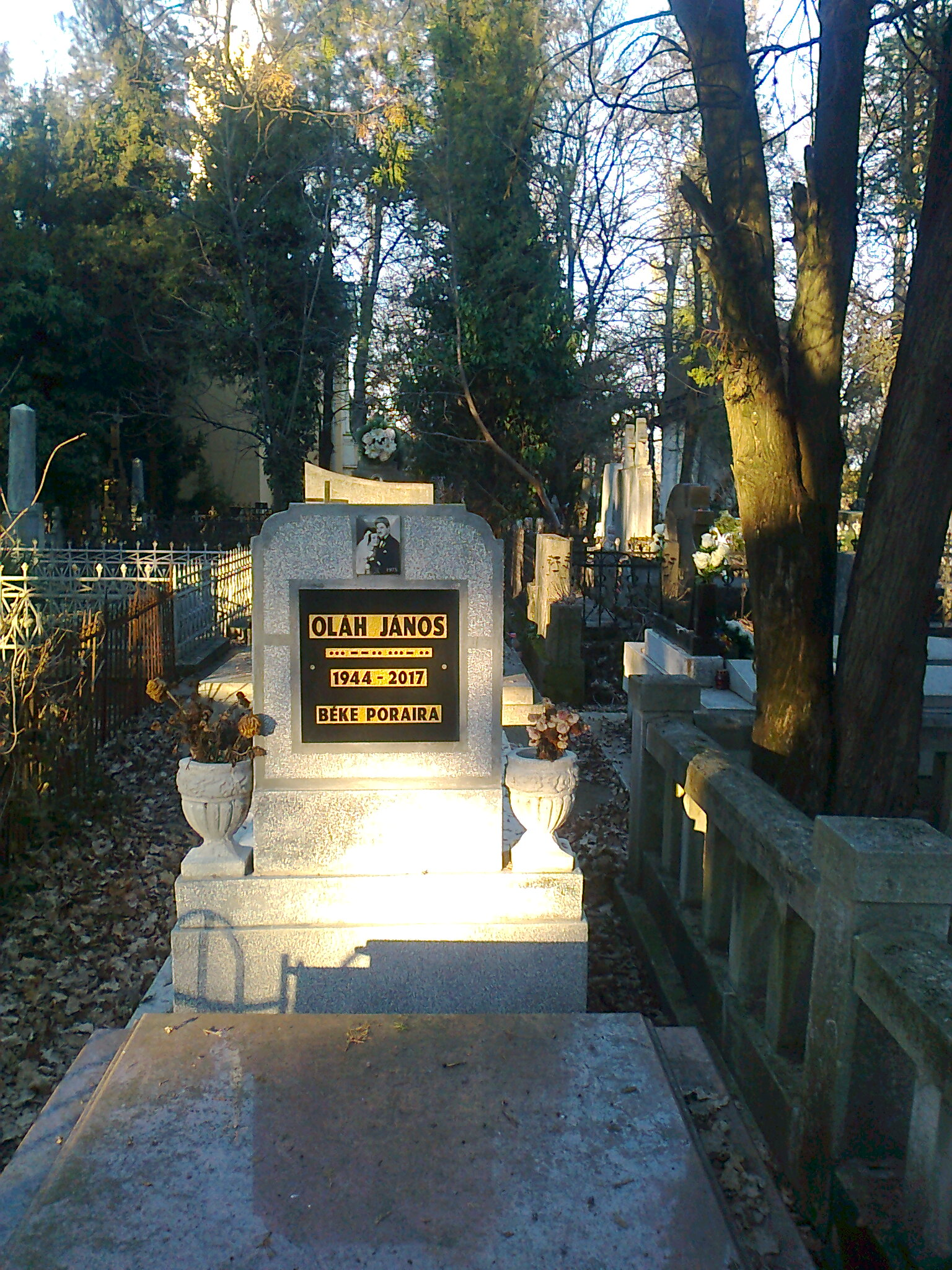
Oláh János 1956-os elitélt sírja
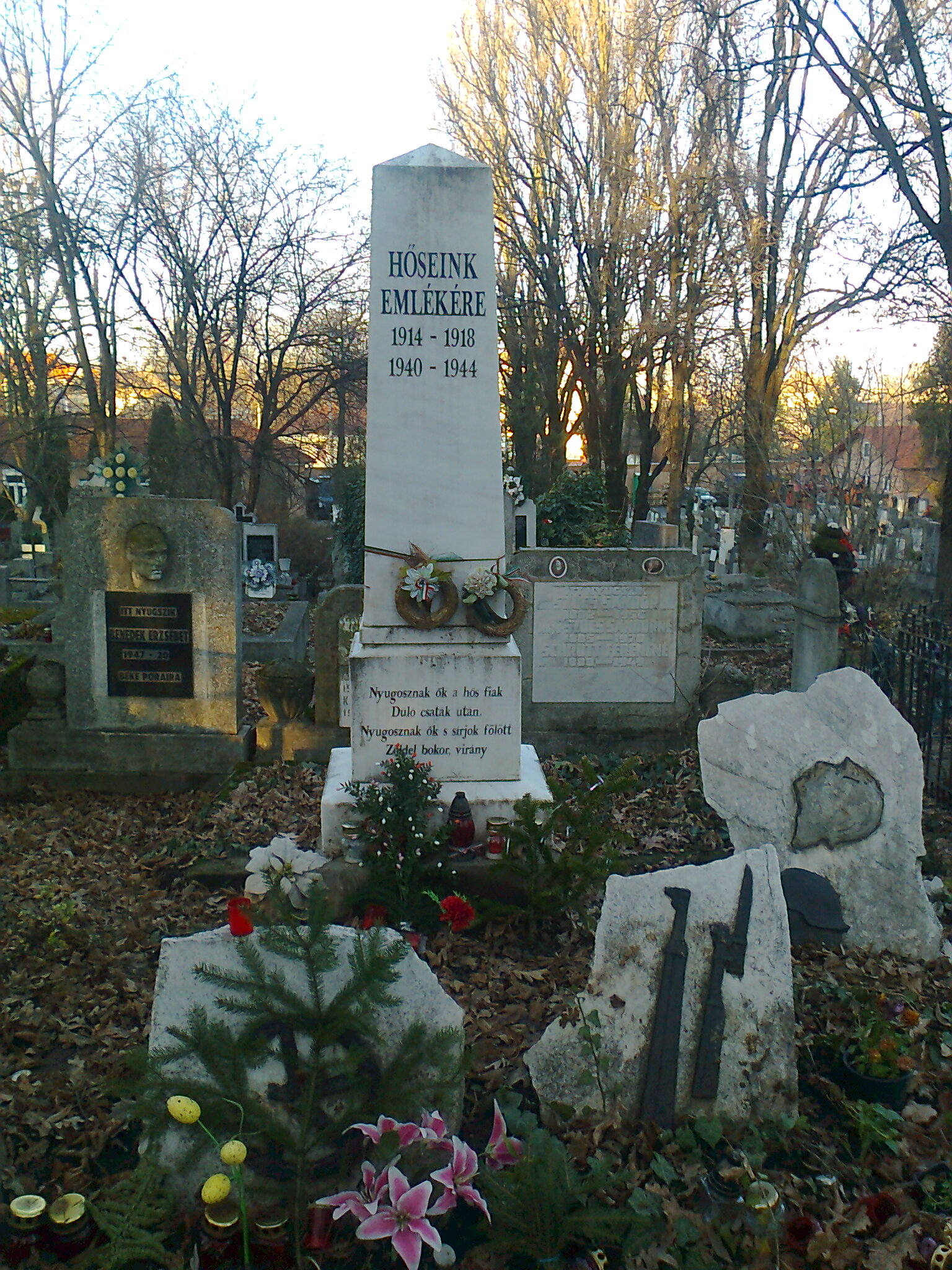
Első és második világháborús emlékmű
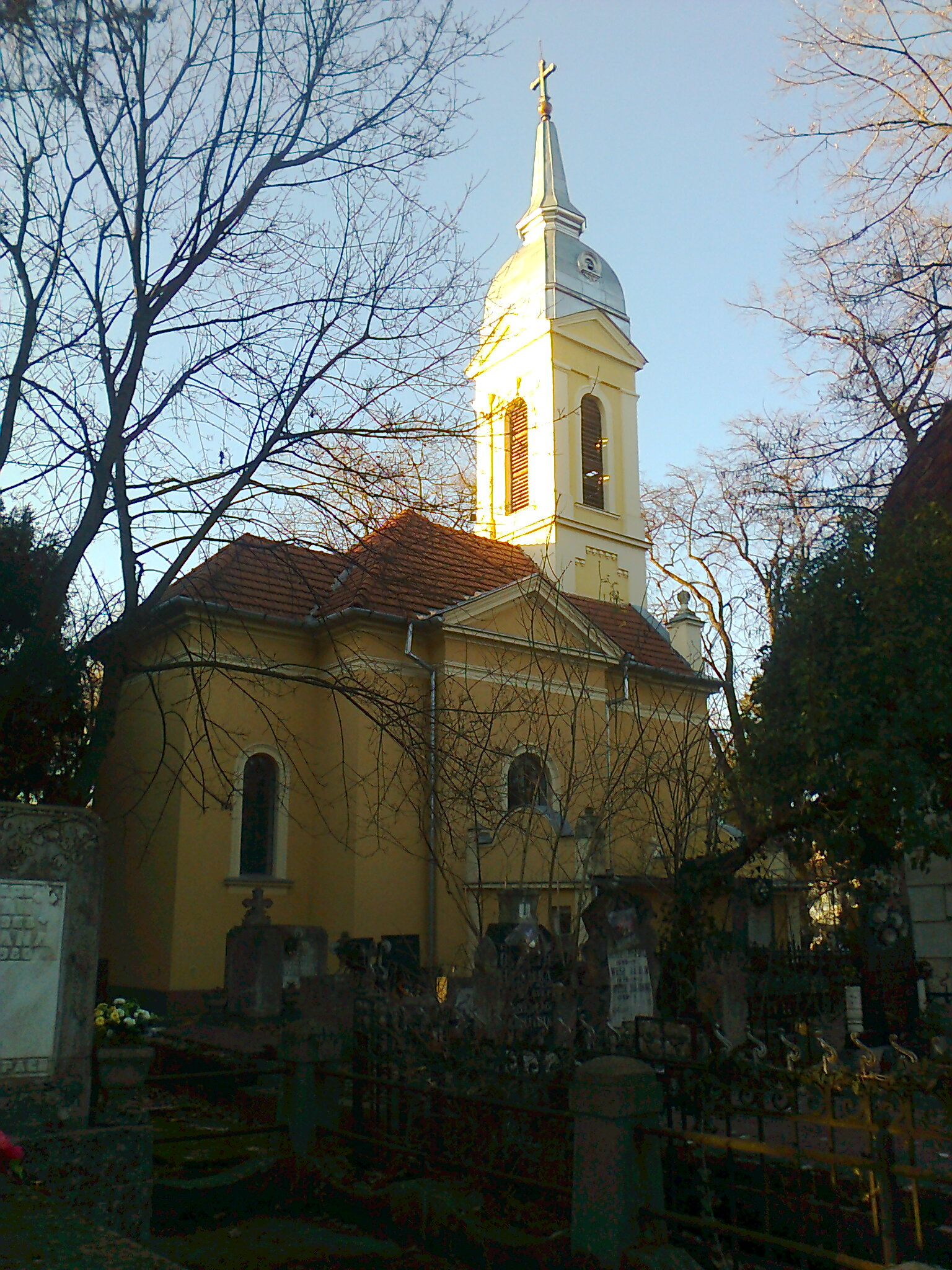
A Steinberger katolikus kápolna